# Mihai Netea

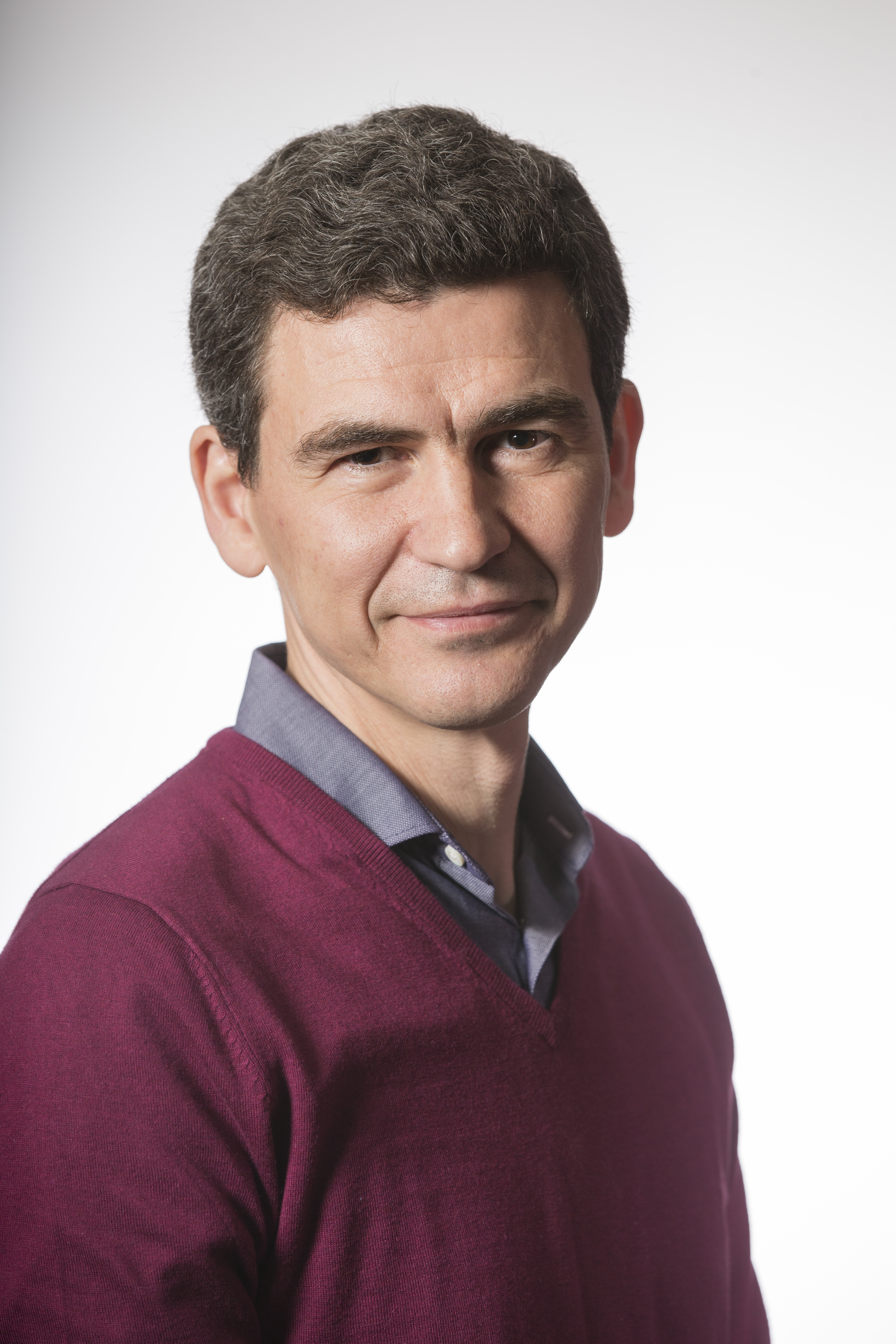
Mihai Netea (2016)

Mihai Netea (* 1968 in Cluj-Napoca) ist ein niederländisch-rumänischer Mediziner und Hochschullehrer an der Radboud-Universität Nijmegen, der sich mit Infektionskrankheiten, Immunologie und Globaler Gesundheit befasst.
Netea studierte Medizin in Cluj-Napoca und wurde an der Radboud-Universität promoviert mit einer Dissertation über das Cytokin-Netzwerk bei Sepsis. Als Post-Doktorand war er an der University of Colorado und schloss danach in Nijmegen seine Facharztausbildung für Infektionskrankheiten ab. Er ist dort Professor und Leiter der Abteilung Experimentelle Medizin in der Inneren Medizin der Medizinischen Hochschule in Nijmegen.
Er untersucht das angeborene Immunsystem (Immundefekte und Spuren von Infektionen in dessen Gedächtnis) und die Mustererkennung von Pilz-Pathogenen. Insbesondere untersuchte er wie das Immunsystem den Pilz Candida albicans, ein häufiger Auslöser von Sepsis, erkennt und eliminiert.
2016 erhielt er den Spinoza-Preis. Er ist Mitglied der Academia Europaea (2015) und der Königlich Niederländischen Akademie der Wissenschaften (2016).